# Amphiesma groundwateri
Amphiesma groundwateri е вид влечуго от семейство Смокообразни (Colubridae).

## Разпространение
Видът е разпространен в Тайланд.